# Esiliiga 2018
L'Esiliiga 2018 è stata la 28ª edizione della seconda divisione del campionato di calcio estone. Il campionato si è disputato tra il 2 marzo e l'11 novembre 2018 ed è stato vinto dal Maardu Linnameeskond per la terza volta nella sua storia. 

## Stagione

### Novità
Nessuna squadra è retrocessa dalla Meistriliiga 2017, dato che il Kalev Sillamäe si è iscritto in II Liiga, due categorie più in basso.
Dall'Esiliiga B sono stati promossi il Kalju Nõmme Under-21, il Kalev Tallinn Under-21 e il Keila (ripescato dopo la rinuncia del Vaprus Vändra, inizialmente ammesso in Esiliiga) che sostituiscono Kalev Tallinn e Kuressaare, promossi in Meistriliiga (il Kuressaare a seguito della rinuncia del Maardu), e il FCI Tallinn Under-21, confluito nel Levadia Tallinn Under-21 che ha cambiato la denominazione ufficiale in FCI Levadia Tallinn Under-21. Nessuna squadra della scorsa stagione è retrocessa in Esiliiga B, poiché l'Elva e il Welco Tartu sono stati ripescati a completamento degli organici.

### Formula
Le 10 squadre partecipanti si affrontano in un doppio girone di andata e ritorno, per un totale di 36 giornate. La squadra prima classificata viene promossa in Meistriliiga, mentre la seconda disputa uno spareggio contro la penultima della Meistriliiga. Sono escluse dalla possibilità di promozione le formazioni Under-21. Le ultime due classificate retrocedono direttamente in Esiliiga B, mentre l'ottava classificata disputa uno spareggio contro la terza dell'Esiliiga B.

### Avvenimenti
Il Maardu ha vinto il campionato con cinque giornate di anticipo rispetto alla fine della stagione; lo stesso aveva già conquistato la matematica promozione in Meistriliiga con otto giornate di anticipo. L'Elva, quarto classificato dietro al Maardu, Flora U21 e Levadia U21, ha avuto la prima storica possibilità di promozione in Meistriliiga tramite lo spareggio play-off, ma è stato poi sconfitto nel doppio confronto dal Kuressaare che ha mantenuto la massima serie.
Subito dopo la fine del campionato, il Santos Tartu ha annunciato la decisione di non iscriversi alla prossima stagione di Esiliiga, optando per la II Liiga al fine di far crescere i settori giovanili. Di conseguenza, il Keila è passato dalla retrocessione diretta alla disputa dello spareggio play-out, mentre il Kalev Tallinn U21, inizialmente tenuto a disputare il play-out, conserva il proprio posto in Esiliiga.

## Squadre partecipanti
| Club                | Città   | Stadio                | Posizione 2017                                 |
| ------------------- | ------- | --------------------- | ---------------------------------------------- |
| Elva                | Elva    | Elva Linnastaadion    | 9º posto in Esiliiga, ripescato                |
| Flora Tallinn U21   | Tallinn | Sportland Arena       | 4º posto in Esiliiga                           |
| Kalev Tallinn U21   | Tallinn | Kalevi Keskstaadion   | 2º posto in Esiliiga B                         |
| Kalju Nõmme U21     | Tallinn | Hiiu Staadion         | 1º posto in Esiliiga B                         |
| Keila               | Keila   | Keila Staadion        | 4º posto in Esiliiga B, ripescato              |
| Levadia Tallinn U21 | Tallinn | Maarjamäe Staadion    | 6º posto in Esiliiga                           |
| Maardu              | Maardu  | Maardu Linnastaadion  | 1º posto in Esiliiga, rinuncia alla promozione |
| Santos Tartu        | Tartu   | Tamme Staadion        | 8º posto in Esiliiga                           |
| Tarvas Rakvere      | Rakvere | Rakvere Linnastaadion | 3º posto in Esiliiga                           |
| Welco Tartu         | Tartu   | Tamme Staadion        | 10º posto in Esiliiga, ripescato               |

## Classifica finale
|  | Pos. | Squadra               | Pt | G  | V  | N  | P  | GF  | GS | DR  |
|  | ---- | --------------------- | -- | -- | -- | -- | -- | --- | -- | --- |
|  | 1.   | Maardu                | 88 | 36 | 29 | 1  | 6  | 126 | 38 | +88 |
|  | 2.   | Flora Tallinn U21 *   | 71 | 36 | 21 | 8  | 7  | 115 | 31 | +84 |
|  | 3.   | Levadia Tallinn U21 * | 61 | 36 | 18 | 7  | 11 | 67  | 56 | +11 |
|  | 4.   | Elva                  | 55 | 36 | 15 | 10 | 11 | 51  | 64 | -13 |
|  | 5.   | Tarvas Rakvere        | 52 | 36 | 14 | 10 | 12 | 59  | 60 | -1  |
|  | 6.   | Welco Tartu           | 42 | 36 | 12 | 6  | 18 | 44  | 78 | -34 |
|  | 7.   | Santos Tartu          | 41 | 36 | 11 | 8  | 17 | 47  | 68 | -21 |
|  | 8.   | Kalev Tallinn U21 *   | 39 | 36 | 10 | 9  | 17 | 37  | 52 | -15 |
|  | 9.   | Keila                 | 35 | 36 | 10 | 5  | 21 | 41  | 88 | -47 |
|  | 10.  | Kalju Nõmme U21 *     | 21 | 36 | 5  | 6  | 25 | 37  | 89 | -52 |

Legenda:

      Promossa in Meistriliiga 2019

 Ammessa agli spareggi promozione o retrocessione

      Retrocessa in Esiliiga B 2019
(*) squadra ineleggibile per la promozione.
Note:

Tre punti a vittoria, uno a pareggio, zero a sconfitta.
La classifica viene stilata secondo i seguenti criteri:
- Punti conquistati
- play-off (solo per decidere la squadra campione)
- Meno partite perse a tavolino
- Partite vinte
- Punti conquistati negli scontri diretti
- Differenza reti negli scontri diretti
- Differenza reti generale
- Reti totali realizzate
- Fair-play ranking

## Spareggi

### Play-off
|            | Risultati |            | Luogo e data                 |
| ---------- | --------- | ---------- | ---------------------------- |
| Elva       | 0 - 1     | Kuressaare | Elva, 17 novembre 2018       |
| Kuressaare | 1 - 0     | Elva       | Kuressaare, 24 novembre 2018 |
|            |           |            |                              |

### Play-out
|                    | Risultati |                    | Luogo e data                   |
| ------------------ | --------- | ------------------ | ------------------------------ |
| Järve Kohtla-Järve | 3 - 1     | Keila              | Kohtla-Järve, 17 novembre 2018 |
| Keila              | 1 - 0     | Järve Kohtla-Järve | Keila, 24 novembre 2018        |
|                    |           |                    |                                |